# Bert Grund
Bert Grund (n. 21 ianuarie 1920, Dresda – d. 30 martie 1992, München) a fost un compozitor german de muzică de film.
După absolvirea studiilor universitare la Academia de Muzică din Dresda, a devenit în 1943 asistent al compozitorului de muzică de film Theo Mackeben. El s-a specializat inițial în compoziția de muzică de film și a contribuit în această calitate la numeroase producții ale cinematografiei postbelice germane.
Grund a compus ulterior și balet, muzică de operă și cântece pentru Margot Werner. De asemenea, a lucrat în calitate de aranjor și a condus la Copenhaga în 1964 orchestra care a acompaniat-o pe Marlene Dietrich. El a scris muzica pentru serialele de televiziune Funkstreife Isar 12 și Kommissar Freytag. Pentru o perioadă a predat la Hochschule für Fernsehen und Film München.

## Filmografie
- Sechzehn gegen einen (1949)
- Kronjuwelen (1950)
- Das ewige Spiel (1951)
- Unvergängliches Licht (1951)
- Abenteuer im Roten Meer (1951)
- Meine Frau macht Dummheiten (1952)
- Alle kann ich nicht heiraten (1952)
- Wir tanzen auf dem Regenbogen (1952)
- Die Junggesellenfalle (1953)
- Knall und Fall als Detektive (1953)
- Lachkabinett (1953)
- Der Vogelhändler (1953)
- Brüderchen und Schwesterchen (1953)
- Die goldene Gans (1953)
- Der unsterbliche Lump (1953)
- Die Hexe (1954)
- Die Sonne von St. Moritz (1954)
- Der Major und die Stiere (1955)
- Rosenmontag (1955)
- Unternehmen Schlafsack (1955)
- Zwischen Zeit und Ewigkeit (1956)
- Die Ehe des Dr. med. Danwitz (1956)
- Mädchen und Männer (La ragazza della salina) (1957)
- Für zwei Groschen Zärtlichkeit (1957)
- Glücksritter (1957)
- Das haut einen Seemann doch nicht um (1958)
- Meine schöne Mama (1958)
- A Gift for Heidi (1958)
- Geliebte Bestie (1959)
- Glück und Liebe in Monaco (1959)
- Die 1000 Augen des Dr. Mabuse (1960)
- Sabine und die hundert Männer (1960)
- Panzer nach vorn (Armored Command) (1961)
- Unsere kleine Stadt (1961)
- Die Falle (1961)
- Streichquartett (1962)
- Zaubereien oder Die Tücke des Objekts (1962)
- Bedaure, falsch verbunden  (1962)
- Liebe, Krach und Himmelbett (1962)
- Drei Männer spinnen (1962)
- Die Bekenntnisse eines möblierten Herrn (1963)
- Die sanfte Tour (1963)
- Spiel im Morgengrauen (1963)
- Funkstreife Isar 12 (serial TV, 1961-1963)
- Zwei Whisky und ein Sofa (1963)
- Der Nachtkurier meldet (serial TV, 1964)
- Olivia (1965)
- Jenseits von Oder und Neiße - Heute (1965)
- Kommissar Freytag (serial TV, 1963-1966)
- Flucht ohne Ausweg (Mehrteiler) (1967)
- Nathan der Weise (1967)
- Zur blauen Palette (1967)
- Blut floss auf Blendings Castle (1967)
- Ping Pong (1968)
- Die rote Kapelle (serial TV, 1972)
- Paganini (film TV, 1973)
- Des Teufels Advokat (1977)
- Mihail, cîine de circ (1979)
- Mathias Sandorf (Mehrteiler) (1979)
- Billy (Barriers) (serial TV, 1980)
- Ultima noapte de dragoste (1980)
- Shalom Pharao (1982)
- Eisenhans (1983)
- Der Andro-Jäger (serial TV, 1982-1984)
- 38 – Auch das war Wien (1985)
- Die Wächter (Mehrteiler) (1986)
- Münchhausens letzte Liebe (1988)
- Gänsehaut (1989)
- Todesvisionen - Geisterstunde (1989)

## Legîături externe
- Bert Grund la Internet Movie Database
- de  [ Bert Grund] pe [filmportal.de]